# Sarah Jackson (Fußballspielerin)
Sarah Jackson (* 4. Dezember 1991 in Dallas, Texas) ist eine US-amerikanische Fußballspielerin.

## Karriere
In ihrer Jugend spielte Jackson für Mannschaften des Sereno Soccer Club in Phoenix, Arizona und war dort unter anderem Mannschaftskollegin der späteren Nationalspielerin Julie Ertz. Während ihres Studiums an der Santa Clara University lief sie von 2010 bis 2013 für das dortige Hochschulteam der Santa Clara Broncos auf. Zu Beginn der Saison 2015 wurde Jackson von der NWSL-Franchise des Portland Thorns FC als sogenannte Amateurspielerin berufen und debütierte dort am 25. April 2015 im Auswärtsspiel bei den Chicago Red Stars. Im Sommer 2015 wechselte sie nach sieben Einsätzen für Portland zum norwegischen Erstligisten Arna-Bjørnar.